# Ordre de succession à l'ancien trône de Portugal
Pour les articles homonymes, voir Trône (homonymie).
L‘ordre de succession à l'ancien trône de Portugal est une liste de ceux et celles qui peuvent succéder au rang de chef de la maison de Portugal et monter sur le trône en cas de restauration de la monarchie.

## Histoire
La monarchie portugaise a été abolie le 5 octobre 1910, lorsque le roi Manuel II a été destitué à la suite d'une révolution républicaine, renversant la troisième maison de Bragance. 
L'actuel chef de la deuxième maison de Bragance, Duarte Pio de Bragança (né en 1945), 4e duc de Bragance (fils de Duarte Nuno de Bragança, 3e duc de Bragance, et arrière-petit-fils du roi déchu et exilé Michel Ier de Portugal), est prétendant au défunt trône du Portugal, après la mort de son père en 1976. 
La loi sur la succession de l'ancien trône portugais était la primogéniture cognatique à préférence masculine.

## Règles de succession

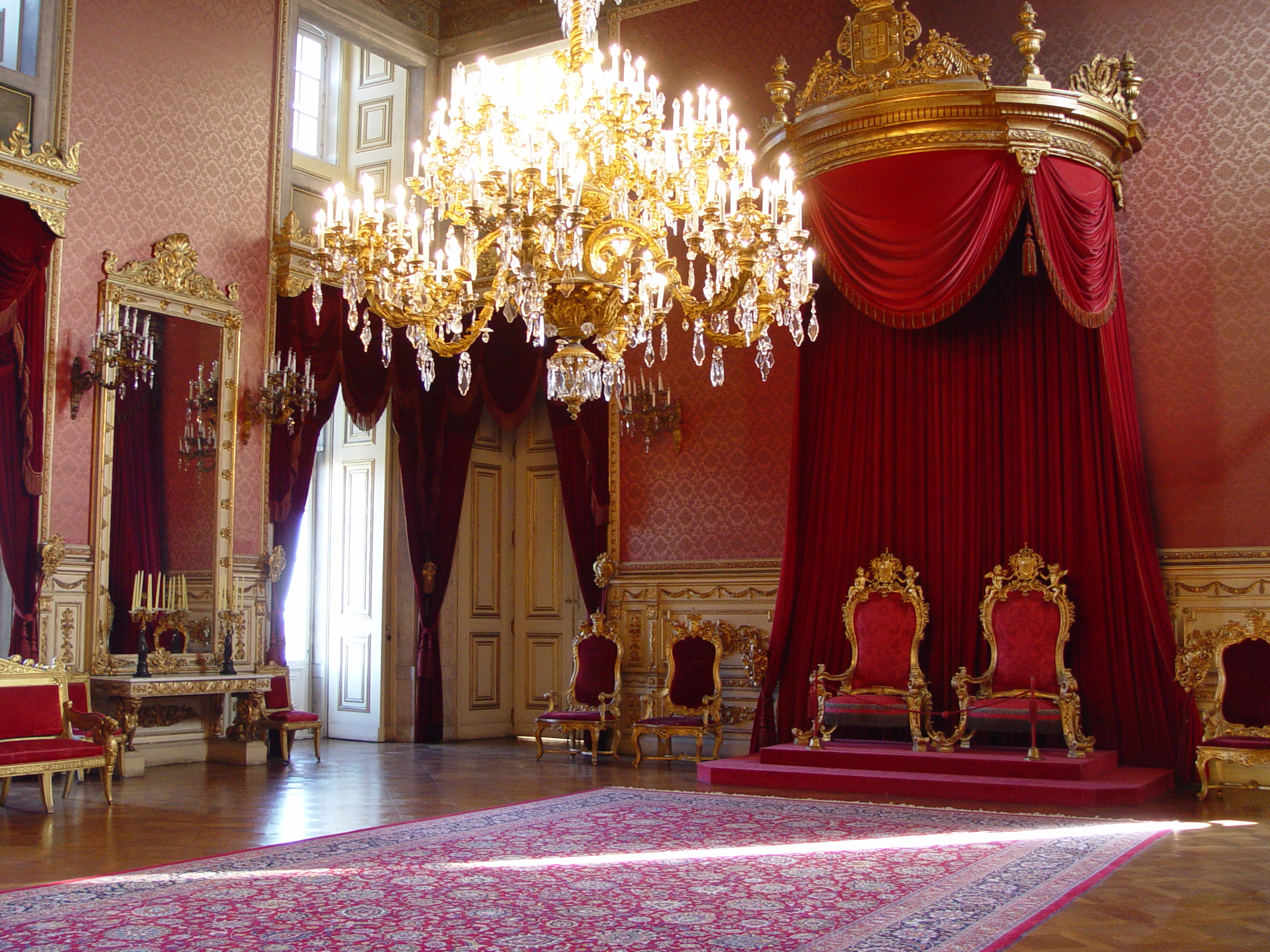
Trône royal du Portugal dans le palais d'Ajuda.

Avant l'établissement de la monarchie constitutionnelle, la succession s'effectuait selon le principe de la primogéniture cognatique parmi la descendance légitime du monarque régnant alors et, en cas d'extinction, parmi les descendants collatéraux (ayant la nationalité portugaise) de la dynastie de Bragance, par degré de proximité avec le dernier monarque, masculins comme féminins cependant, la loi salique n'existant pas au Portugal. Les constitutions de 1822, 1826 et 1838 confirmaient toutes cette règle de primogéniture cognatique à préférence masculine dans la descendance immédiate du souverain en place et, à défaut de descendants masculins, de report sur sa descendance féminine, comme ce fut le cas pour la reine Marie II. En cas d'extinction de la descendance légitime de la reine Marie II, la couronne passerait à un héritier collatéral de la dynastie étant de nationalité portugaise. 
De nos jours, Marie II a des descendants légitimes vivants, mais ils ne sont pas citoyens portugais (étant tous essentiellement allemands) et ne prétendent pas faire partie de la maison royale du Portugal, n'ayant jamais émis aucune revendication dynastique au trône portugais. 
Après la mort en 1920 du prince Alphonse, duc de Porto, oncle et héritier présomptif de Manuel II, Michel Janvier de Bragance, fils de l'ancien roi Michel Ier (déchu et portant le titre de « duc de Bragance » en exil), renonce à ses droits éventuels de succession, suivi par son fils aîné Michel Marie de Bragance, agissant de même en son nom propre et pour ses descendants.
Le trône de Portugal a, par ailleurs, été également revendiqué par Maria Pia de Saxe-Cobourg-Gotha Bragance, entre les années 1932 et 1987.

## Ordre de succession à la fin de la monarchie (1910)
- Marie II (1819–1853)
  -  Louis Ier (1838–1889)
    -  Charles Ier (1863–1908)
      -  Manuel II (1889-1932)

    - (1) Infant Alphonse, prince royal et duc de Porto (1865-1920)

  - (2) Infante Antónia de Portugal, princesse de Hohenzollern (1845-1913)

## Ordre de succession des ducs de Bragance
La revendication migueliste au trône portugais repose sur le chef de la maison royale du Portugal, Duarte Pio, duc de Bragance, arrière-petit-fils de Michel Ier. 
L'ordre de succession actuel est le suivant (les dynastes décédés sont inscrits en italique et les héritiers vivants, tous de nationalité portugaise, sont numérotés en gras) : 
- Jean VI (roi de Portugal) (1767–1826)
  -  Pierre Ier du Brésil (1798–1834)
    -  Marie II (reine de Portugal) (1819–1853)
      -  Pierre V (roi de Portugal) (1837–1861)
      -  Louis Ier (roi de Portugal) (1838–1889)
        -  Charles Ier (roi de Portugal) (1863–1908)
          -  Manuel II (roi de Portugal) (1889–1932)

  -  Michel Ier (roi de Portugal) (1802–1866)
    - Michel de Bragance (1853-1927)
      - Édouard de Bragance (1907-1976)
        - Duarte de Bragança, duc de Bragance (né en 1945)
          - (1) Afonso de Bragança, prince de Beira (né en 1996)
          - (2) Dinis de Bragança, duc de Porto (né en 1999)
          - (3) Maria Francisca de Bragança, duchesse de Coimbra (née en 1997)

        - (4) Miguel de Bragança, duc de Viseu (né en 1946)

## Ordre de succession desducs de Loulé
L'actuel duc de Loulé, 6e du nom, dom Pedro Folque de Mendoça Rolim de Moura Barreto (né en 1958), aîné des descendants du 1er duc de Loulé et de l'infante Anne de Jésus de Portugal, considérant les prétentions de son cousin dom Duarte de Bragança, duc de Bragance, comme illégitimes (l'ancêtre de celui-ci – Michel de Portugal – ayant été déchu de ses droits dynastiques pour lui et tous ses descendants en 1838), revendique la couronne de Portugal – sous le nom de Pedro de Mendoça e Bragança –, soutenu en cela par une fraction du Parti populaire monarchiste, en tant que chef de la « branche constitutionnelle » de la maison royale du Portugal (de nationalité portugaise sans interruption et dans le prolongement de la monarchie constitutionnelle et libérale de la troisième et dernière maison de Bragance, opposée à la monarchie absolutiste migueliste).
L'actuel ordre de succession est le suivant (les dynastes décédés sont inscrits en italique et les héritiers vivants, tous de nationalité portugaise, sont numérotés en gras) :
- Infante Anne de Jésus de Portugal (1806-1857)
  - Pedro de Mendoça Rolim de Moura Barreto, 2e duc de Loulé (1830-1909)
    - Maria Domingas de Mendoça Rolim de Moura Barreto, 3e duchesse de Loulé (1853-1928)
    - Ana de Jesus de Mendoça Rolim de Moura Barreto (1854-1922)
      - Costança Berquó de Mendoça Rolim de Moura Barreto, comtesse de Vale de Reis, 4e duchesse de Loulé (1889-1965)
        - Alberto Nuno Folque de Mendoça Rolim de Moura Barreto, 5e duc de Loulé (1923-2003)
          - Pedro José Folque de Mendoça Rolim de Moura Barreto, 6e duc de Loulé (né en 1958 – dit Pedro de Mendoça e Bragança)
            - (1) Henrique Folque de Mendoça Rolim de Moura Barreto (né en 1997)
            - (2) Helena Folque de Mendoça Rolim de Moura Barreto (née en 2000)

          - (3) Henrique Folque de Mendoça Rolim de Moura Barreto (né en 1964)
            - (4) Maria Folque de Mendoça Rolim de Moura Barreto (née en 2000)

          - (5) Filipe Folque de Mendoça Rolim de Moura Barreto, comte de Rio Grande (né en 1967 – dit Filipe de Mendoça e Bragança[4])